# Prigi (Kanor)
Prigi is een bestuurslaag in het regentschap Bojonegoro van de provincie Oost-Java, Indonesië. Prigi telt 2407 inwoners (volkstelling 2010).